# Only Motor Car Company

Only (Онлі) — з 1909 року американський виробник автомобілів. Штаб-квартира розташована в місті Порт Джефферсон, штат Нью-Йорк. У 1914 році компанію купує Карл Петерс. У 1915 році компанія припинила виробництво автомобілів.

## Франсуа Моріс Рішар
У 1900 році Франсуа Моріс Рішар отримує приз, золотий кубок, на Паризькій автомобільній виставці, показавши перший двотактний автомобільний мотор, через чотири роки він знову отримує приз за свій карбюратор. У 1909 році, не знайшовши собі застосування на батьківщині, він приїжджає в США і поселяється в Лонг-Айленді, в місті Порт Джефферсон.

## Заснування компанії
За допомогою Фреда Едвардса, Фреда Сеймура і Генрі Дікісенса він засновує фірму Only Motor Car Company, така назва була дана тому, що Рішар, будучи французом, вирішив побудувати свій перший автомобіль в стилі французьких одноциліндрових «войтюреток», які до того часу вже потихеньку вимирали як клас автомобілів, поступаючись місцем багатоциліндровим машинам. Первісток фірми мав одноциліндровий двигун, об'ємом 3.3 л, тому машина рекламувалася як «Only One Cylinder».
Не дивлячись на те, що мотор видавав всього 12 сил, «спортивна» машина могла розвивати швидкість до 95 км/год, що було непосильно в той час і багатьом більш потужним автомобілям. Колінвал, який задіював єдиний поршень, спочивав на кулькових підшипниках і мав два маховика, по одному з кожного боку.

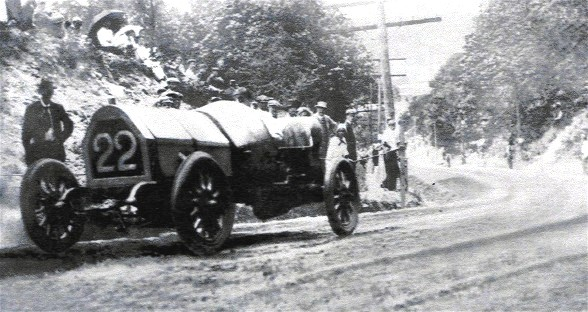
Only Roadster на змаганнях у східному Бродвеї

Щоб прорекламувати своє дітище, Рішар організовує гонки зі швидкісного підйому на пагорб (у східному Бродвеї), змагання, які були досить популярні в Європі, але не настільки популярні в США. На ці змагання з'їхалося багато іменитих фірм, в тому числі приїхав і Генрі Форд особисто, який завоював всього 16 місце зі своєю машиною, що стосується «Only», то вона взагалі прийшла самою останньою до фінішу.

## Компанія Metropol Motors Corp
Такий «успіх» не міг супроводжувати продажі, в 1913 році Рішар будує 4-циліндрову машину. Мотор, об'ємом в 7.3 літра, видавав 90 к.с., що було дуже непоганим показником для того часу, і ця потужність дозволяла розганятися спортивній машині до 120 км/год. Щоб дистанціюватися від невдалої одноциліндрової машини, було вирішено перейменувати фірму в Metropol Motors Corp і назвати машини Metropol.
Цього разу покупцям пропонувалося два типи кузова: 2-місний родстер і 4-місний турер, перший з яких і міг розвинути величезну для тих часів швидкість в 120 км/год.

## Припинення виробництва автомобілів. Закриття компанії
Однак через свою досить дорогу ціну автомобілі не користувалися попитом, і Рішар вирішив в 1914 році продати завод місцевому бізнесменові — Карлу Петерсу, який взявся виробляти триколісні транспортні засоби під маркою Maxim Tricar. І ці транспортні засоби не користувалися попитом, і вже через рік Карл Петерс продає завод Фінлі Робертсону Портеру, колишньому інженеру фірми Mercer, який починає випускати там свої автомобілі під маркою F.R.P., але в 1918 році на цьому заводі припинилося виробництво автомобілів. F.R.P. припинило свою діяльність через те, що попросила за свою нову модель 1918 року 5 000 доларів, що було в десятки разів вище ціни за найдоступніші автомобілі.

## Список автомобілів Only
- 1909 — Only 12HP

## Список автомобілів Metropol
- 1913 — Metropol Series C